# Тувхэн-хийд
Тувхэн-хийд (монг. Төвхөн хийд, «Баясгалант аглаг орон» — «Храм счастливого одиночества, место творчества Ундур-гэгэна»; от тиб. སྒྲུབ་ཁང, Вайли sgrub khang — букв. «дом для свершений») — является одним из старейших буддийских монастырей Монголии и расположен на границе аймаков Уверхангай и Архангай в центральной Монголии.

## История
Монастырь был основан в 1648 году, на девятнадцатилетие Дзанабадзара, первого Богдо-гэгэна, духовного лидера тибетского буддизма халха-монголов во Внешней Монголии, решившим, что это место будет благоприятным местоположением. Первые постройки появились по возвращении с учёбы из Тибета в 1651 году. Дзанабадзар, будучи талантливым скульптором, художником и музыкантом лично работал над монастырем. После постройки, он здесь жил и работал 30 лет. В XIX веке у монастыря появились два священных дерева, статуи Махакалы и Тары.

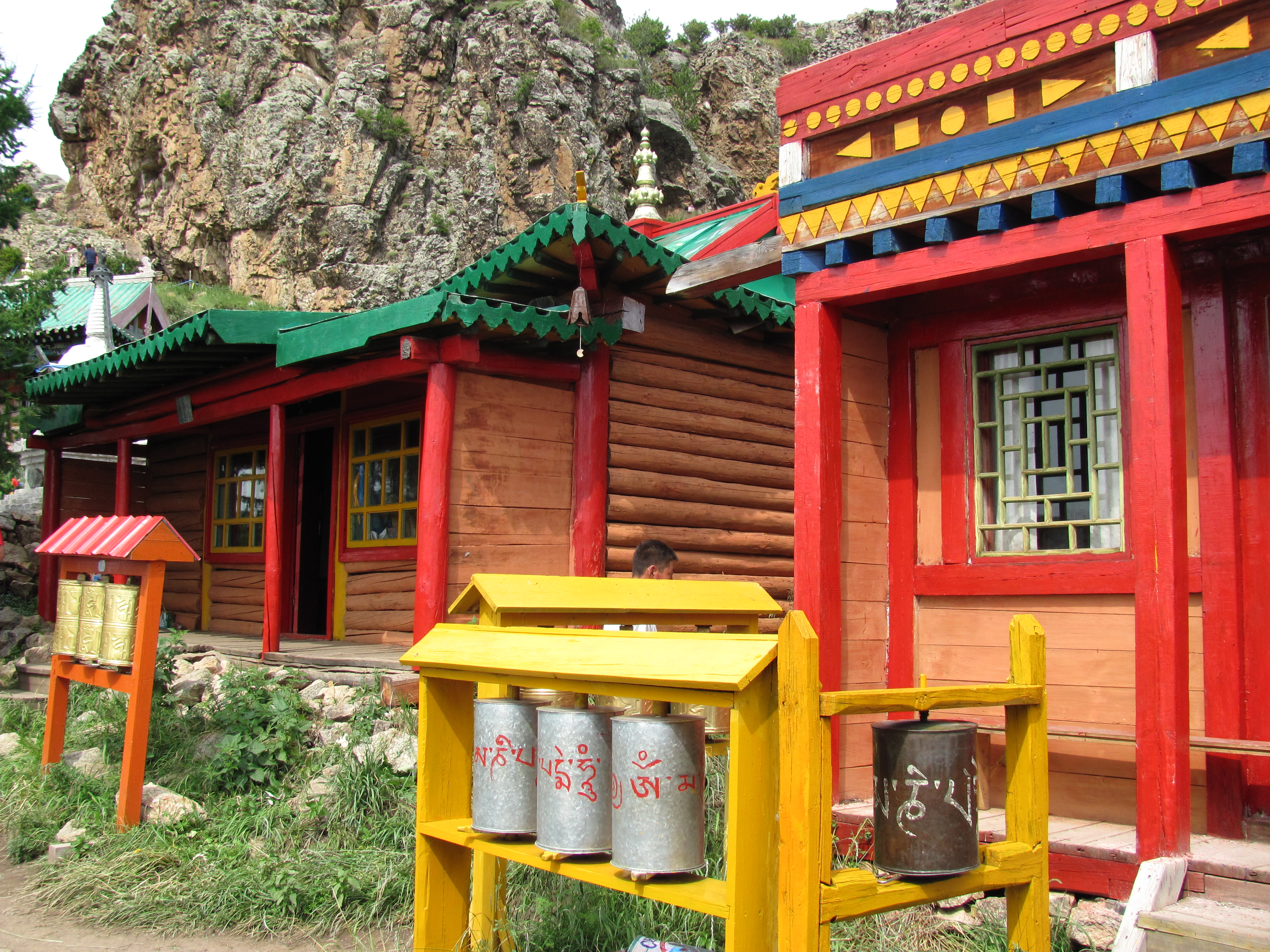
Храм монастыря

В 1688 году монастырь был разрушен ойрат-монголами во время одной из своих многочисленных военных кампаний против восточных монголов. Восстановленный в 1773 году, монастырь сильно пострадал во время репрессий конца 1930-х годов в Монголии, когда власти предприняли попытку полностью искоренить в стране буддийскую веру.
Восстановление монастыря началось в 1993 году и полностью было завершено в 2001 году. На церемонии повторного освящения монастыря установлена новая статуя Гомбо Махакалы. 

## Современное состояние
Сегодня в монастыре постоянно живут и практикуют несколько монахов.
По сравнению с другими комплексами Монголии Тувхэн-хийд — относительно небольшой монастырь. Он находится в лесной местности в долине реки Орхон. В центре комплекса расположены храм и ступы. В стороне от храма, в 2001 году, был восстановлен летний храм. На территории монастыря имеется также небольшая пещера, используемая монахами для регулярных медитативных практик. Недалеко от пещеры находится выступ, называемый местом Дзанабадзара, где можно увидеть его след. На вершине горы находится место подношений (овоо) и святой источник, на соседней горе большая пещера.